# La Lucila del Mar
La Lucila del Mar is een plaats in het Argentijnse bestuurlijke gebied De la Costa in de provincie Buenos Aires. De plaats telt 1.477 inwoners.

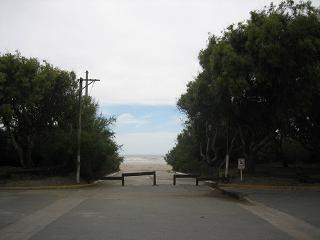
strand